# Pakal (plaats)
Pakal is een bestuurslaag in het regentschap Surabaya van de provincie Oost-Java, Indonesië. Pakal telt 7592 inwoners (volkstelling 2010).